# Stefan Grützner
Stefan Grützner (Chemnitz, 29 giugno 1948) è un ex sollevatore tedesco orientale medagliato olimpico e mondiale che ha gareggiato nella categoria dei pesi massimi (fino a 110 kg.).

## Carriera
Cominciò a sollevare pesi nella sua città natale a 15 anni. Dopo aver ottenuto buoni risultati in patria, nel 1970 fece il suo esordio nella squadra nazionale della DDR.
Nel 1971 si affermò come uno dei migliori sollevatori della sua categoria, vincendo la medaglia d'argento ai Campionati mondiali di Lima con 547,5 kg. nel totale di tre prove, alle spalle del sovietico Jurij Kozin (552,5 kg.).
L'anno seguente vinse la medaglia d'argento ai Campionati europei di Costanza con 550 kg. nel totale e la medaglia di bronzo alle Olimpiadi di Monaco di Baviera con 555 kg. nel totale, dietro al sovietico Jaan Talts (580 kg.) e al bulgaro Aleksandăr Krajčev (562,5 kg.), regalando alla DDR la prima medaglia olimpica della sua storia nel sollevamento pesi. In quell'anno la competizione olimpica di sollevamento pesi era valida anche come Campionato mondiale.
In seguito non riuscì più ad ottenere risultati di rilievo e nel 1975 decise di lasciare l'attività agonistica, dedicandosi a quella di allenatore di sollevamento pesi.